# لئوپلدو آبادیا
لئوپلدو آبادیا (اسپانیایی: Leopoldo Abadía‎; زادهٔ ۷ سپتامبر ۱۹۳۳) پروفسور و نویسنده اهل اسپانیا است.
او مقاله‌های بسیاری در وب سایت خود منتشر کرده‌است.
او به دلیل تحلیل و پیش‌بینی رکود بزرگ شناخته شده‌است.